# Orectogyrus buettikoferi
Orectogyrus buettikoferi is een keversoort uit de familie van schrijvertjes (Gyrinidae). De wetenschappelijke naam van de soort is voor het eerst geldig gepubliceerd in 1887 door Régimbart.